# Parodia lenninghausii

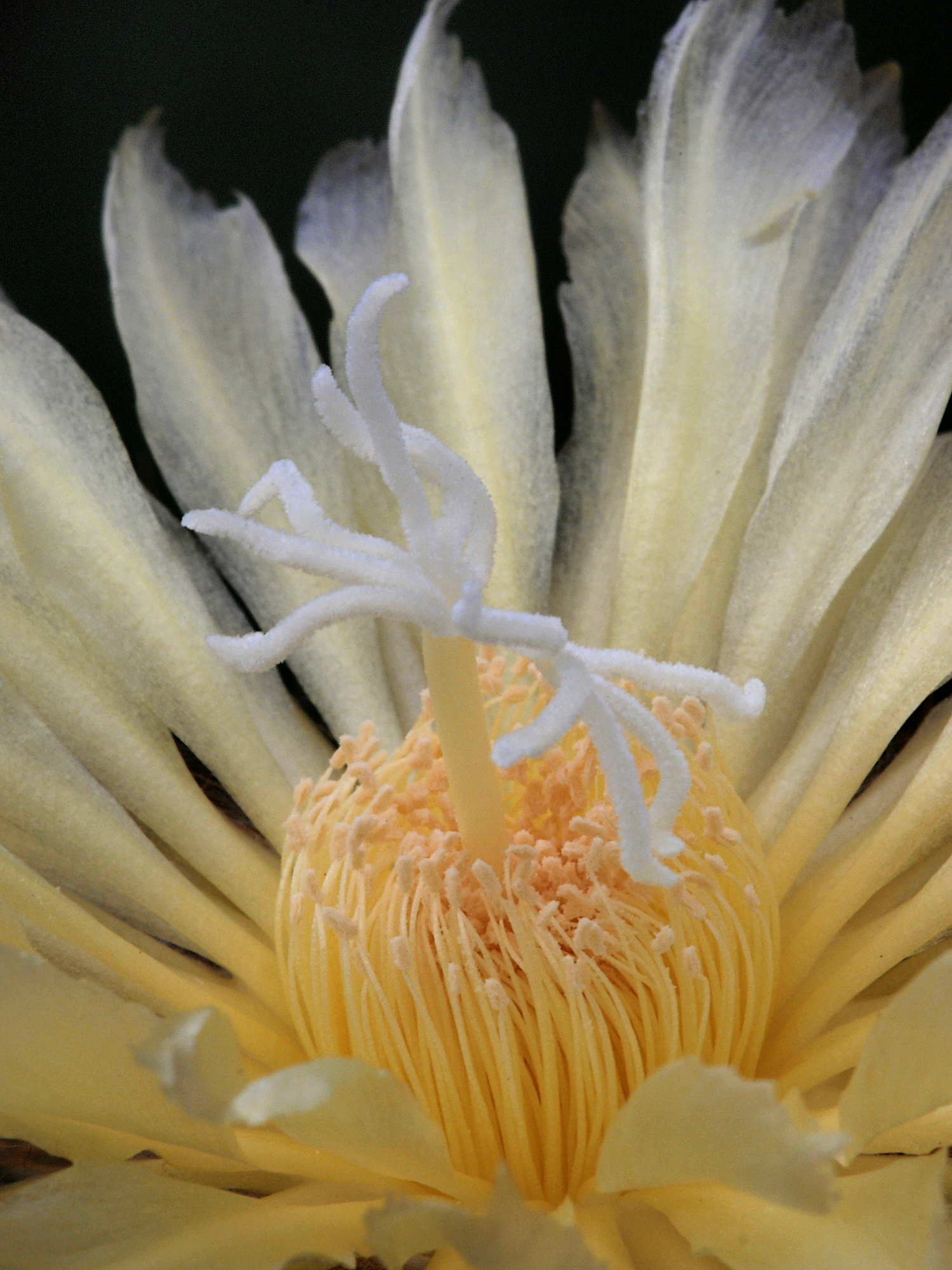
Blüte

Parodia lenninghausii ist eine Pflanzenart in der Gattung Parodia aus der Familie der Kakteengewächse (Cactaceae). Das Artepitheton lenninghausii ehrt Frederico Guillermo Lenninghaus, einen Kakteensammler aus Porto Alegre, der 1894 die ersten Exemplare der Art an die Firma Kakteen-Haage in Erfurt schickte.

## Beschreibung
Parodia lenninghausii wächst meist in großen Gruppen mit zylindrischen, grünen Trieben, die Wuchshöhen von bis 60 Zentimetern (oder höher) und Durchmesser zwischen 7 und 10 Zentimetern erreichen. Die schief stehende Triebspitze ist  wenig bewollt. Die etwa 30 bis 35 geraden, niedrigen, stumpfen Rippen sind mit eng beieinander stehenden Areolen besetzt, aus denen hell- bis tiefgelbe bis braune Dornen entspringen, die sehr fein und gerade bis leicht gebogen sind. Die 3 bis 4 Mitteldornen sind 2 bis 5 Zentimeter lang. Die 15 bis 20 (oder mehr) Randdornen sind zwischen 5 und 10 Millimeter lang.
Die zitronengelben Blüten sind 5 bis 6 Zentimeter lang und erreichen ebensolche Durchmesser. Ihr Perikarpell und die Blütenröhre sind mit dichter brauner Wolle und Borsten besetzt. Die Narbe ist hellgelb. Die kugelförmigen Früchte enthalten glockenförmige,  bräunlich rote Samen.

## Verbreitung und Gefährdung
Parodia lenninghausii ist in Brasilien im Bundesstaat Rio Grande do Sul an steilen Felswänden in luftfeuchten Schluchten verbreitet.
In der Roten Liste gefährdeter Arten der IUCN wird die Art als „Endangered (EN)“, d. h. als stark gefährdet geführt.

## Botanische Geschichte
Zum ersten Mal wurde die Art 1895 als Pilocereus leninghausii von Karl Moritz Schumann erwähnt, der den Namen der Art Friedrich Ferdinand Haage zuschrieb. Schumann nahm jedoch an, dass die Art der Gattung Echinocactus zuzurechnen sei, und publizierte den Namen Echinocactus leninghausii im selben Jahr, ohne jedoch eine gültige Beschreibung zu liefern. Ein Jahr später erschien in einem Katalog der Firma Kakteen-Haage unter dem Namen Pilocereus lenninghausii die erste Kurzbeschreibung der Art. Es folgten verschiedene Umkombinationen in andere Gattungen. Nathaniel Lord Britton und Joseph Nelson Rose stellten sie 1922 in die Gattung Malacocarpus, Alwin Berger 1929 in die Gattung Notocactus, Walter Heinrich 1940 in die Gattung Eriocephala und Fred H. Brandt 1982 schließlich in die Gattung Parodia. Mit Hinweis auf die im Haage-Katalog 1896 publizierte Schreibweise „lenninghausii“ korrigierten Urs Eggli und Andreas Hofacker 2010 durch eine Neukombination die Falschschreibung des auf Guillermo Lenninghaus zurückzuführenden Artepithetons.

## Nachweise